# إرنست إيرل لوكهارت
إرنست إيرل لوكهارت (بالإنجليزية: Ernest Earl Lockhart) هو كيميائي وعالم كيمياء حيوية أمريكي، ولد في 10 سبتمبر 1912، وتوفي في 26 يوليو 2006.